# Helenactyna crucifer
Espèce
Synonymes
- Amaurobius crucifer O. Pickard-Cambridge, 1873

Helenactyna crucifer est une espèce d'araignées aranéomorphes de la famille des Dictynidae.

## Distribution
Cette espèce est endémique de l'île de Sainte-Hélène.

## Description
Les femelles mesurent de 3,1 à 3,9 mm.

## Systématique et taxinomie
Cette espèce a été décrite sous le protonyme Amaurobius crucifer par O. Pickard-Cambridge en 1873. Elle est placée dans le genre Auximus par Simon en 1892, dans le genre Lathys par Lehtinen en 1967 puis dans le genre Helenactyna par Benoit en 1977.

## Publication originale
- O. Pickard-Cambridge, 1873 : « On the spiders of St Helena. » Proceedings of the Zoological Society of London, vol. 1873, p. 210-227 (texte intégral).